# ダン・ディッカウ
ダン・ディッカウ（Daniel David Dickau、1978年9月16日－）はアメリカ合衆国のオレゴン州ポートランド出身の元バスケットボール選手。ポジションはポイントガード。身長183cm、体重86.2kg。

## 経歴

### 学生時代
ワシントン大学で1年間プレイした後、ゴンザガ大学に転校した。大学ではスター選手として活躍し、オールアメリカン・ファーストチーム（全米の優秀選手チーム）にも選出された。大学の先輩には、ユタ・ジャズで活躍し、「NBAの偉大な50人」であるジョン・ストックトンがいる。ポジションは共にポイントガードである。2001年ユニバーシアードアメリカ代表にも選ばれ銅メダル獲得。

### NBA
2002年のNBAドラフトでは1巡目28位でサクラメント・キングスに指名された。しかし、開幕前にトレードによりアトランタ・ホークスへ移籍。彼のキャリアはここからスタートするが、以後4年間で6回も移籍を繰り返しており、チームを転々とする意味でジャーニーマンの部類に入る選手といえる。
04-05シーズン当初はダラス・マーベリックスの一員だったが、層の厚いマーベリックスでは出番がほとんどなく僅か4試合の出場に留まった。しかし12月、ダレル・アームストロングと交換でニューオーリンズ・ホーネッツへトレードに出された。バロン・デイビスなど主力の怪我人が多かったホーネッツだったが、ディッカウは先発出場に抜擢されるなど、主力級の活躍を魅せつけ才能を発揮させた。平均得点は13点近くまで上昇し、シーズン終了まで司令塔としてチームを牽引した。
期待されてボストン・セルティックスへ移籍した05-06シーズンだったが、アキレス腱を損傷してシーズンを棒に振ってしまった。シーズン終了後、複数トレードによりブレイザーズに移籍した。06-07シーズンは出場時間が平均8分と大きく減少。シーズン終了後の2007年6月28日、NBAドラフト当日のトレードによってニューヨーク・ニックスへ移籍したが開幕前に放出され、その後ロサンゼルス・クリッパーズと契約した。
クリッパーズでは1シーズンプレーした後、2008年にはゴールデンステート・ウォリアーズ、2009年にはフェニックス・サンズと契約するがいずれもシーズン開幕前に解雇された。